# گالینا بالاشوا

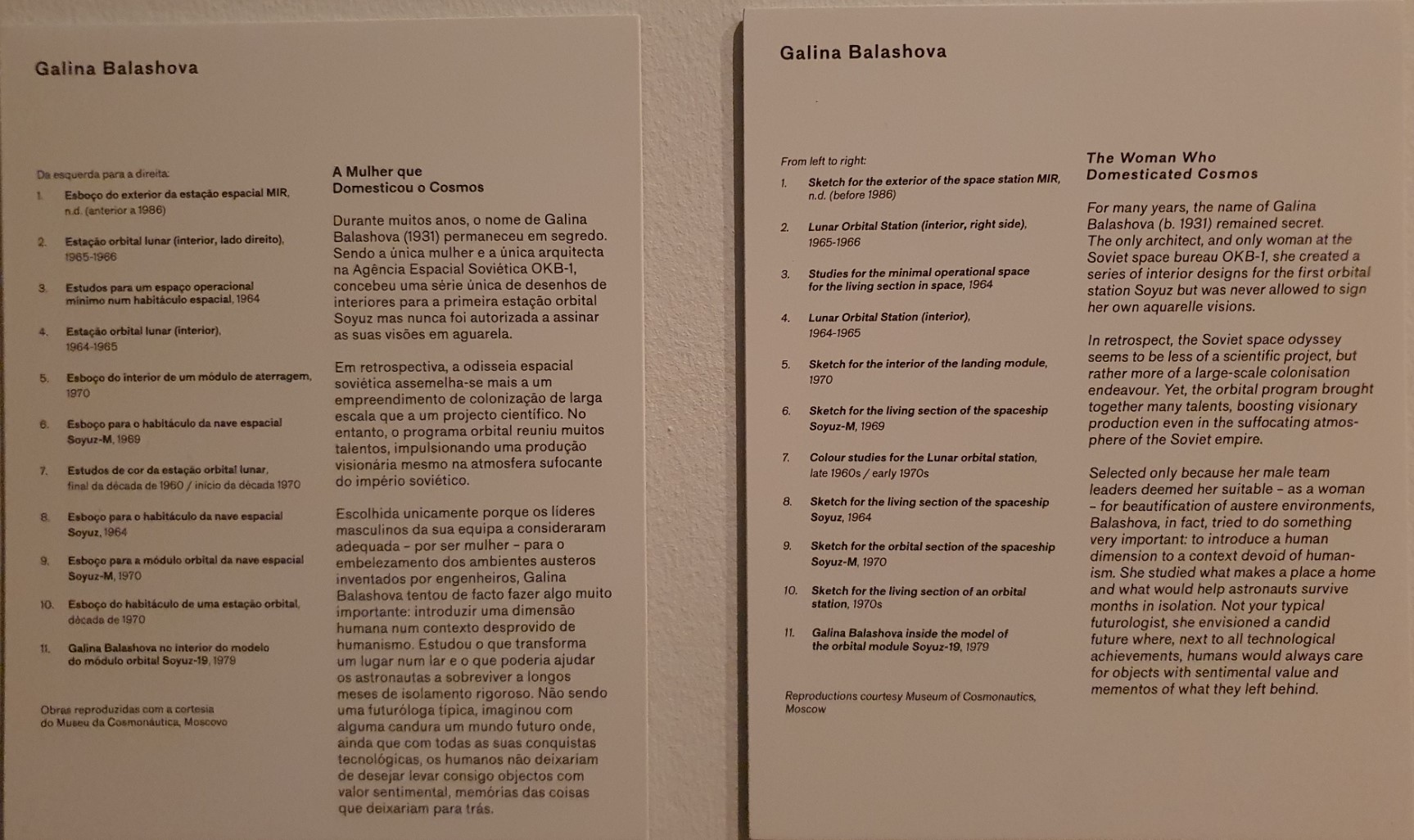
گالینا بالاشوا

گالینا آندریونا بالاشووا (به روسی: Галина Андреевна Балашова) طراح و معمار روسی متولد ۴ دسامبر ۱۹۳۱ م. در کولومنا که پس از فراغت از تحصیل  از موسسه معماری مسکو، در انستیتو طراحی GAP در کویبیشف مشغول به کار شد و نخست، به حذف عناصر تزئینی از ساختمان های مسکونی موجود در کویبیشف پرداخت که در ایدئولوژی کمونیستی شوروی سابق، منحط  محسوب می شدند و سپس، به برنامه فضایی شوروی ملحق شد و در پروژه های بسیاری شرکت کرد تا سرانجام، طراحی داخلی ایستگاه فضایی میر را انجام داد. در سال  ۱۹۹۱ م. و پس از فروپاشی اتحاد جماهیر سوسیالیستی شوروی بازنشسته شد.
وی، در طراحی داخلی ایستگاه فضایی میر، با محیطی فاقد جاذبه مواجه بود؛ از این رو، از رنگ هائی متضاد در سقف و کف بهره گرفت تا فضانوردان دچار سردرگمی نگردند. 